# Юзюк Іван Семенович
Іван Семенович Юзюк  (1 квітня 1939, с. Семаківці Коломийського району Івано-Франківської області) — український диригент, заслужений артист України, народний артист України (2009).

## Життєпис
Закінчив музично-педагогічний відділ Коломийського педучилища, Львівську Консерваторію ім. М. Лисенка, у класі Миколи Колесси у 1966.
З 1966 по 1984 — диригент Львівського театру опери та балету, де брав участь у постановці 70-ти оперних і балетних вистав (24 він здійснив самостійно як диригент-постановник). Написав і поставив власні твори для дітей (музична казка «Веселі подарунки» та опера-казка «Три товстуни» на власне лібретто за твором Ю. Олеші).
З 1989 по 2005 — головний диригент і художній керівник Академічного симфонічного оркестру Львівської філармонії, з яким виконав понад 300 симфонічних та інших творів. Здійснював гастролі у Росії, Польщі, Італії, Швейцарії, брав участь у багатьох міжнародних фестивалях у Польщі.
З 1974 працює на кафедрі хорового та оперно-симфонічного диригування (з 1993 — професор), а з 2001 також завідує кафедрою оперної підготовки Львівської національної музичної академії ім. М.Лисенка. Серед його учнів (понад 50) багато диригентів, в тому числі і головних, театрів в Україні, Білорусі, Польщі, Росії, керівники інших музичних колективів. І. Юзюк є автором багатьох наукових статей, методичних праць, рецензій на театральні вистави.